# Becquerelit
Becquerelitul este un mineral de tip oxihidroxid hidratat de  uraniu și calciu cu formula chimică Ca(UO2)6O4(OH)6·8(H2O). Este un mineral secundar, având o culoare galben strălucitor și o duritate pe scara Mohs de aproximativ 2.
A fost denumit în onoarea fizicianul francez Antoine Henri Becquerel (1852-1908), care a descoperit radioactivitatea în 1896. Becquerelitul conține aproximativ 70% uraniu în procente masice. În principal este minerit în Kasolo, Republica Democrată Congo.